# Gödöllői Erdei Vasút

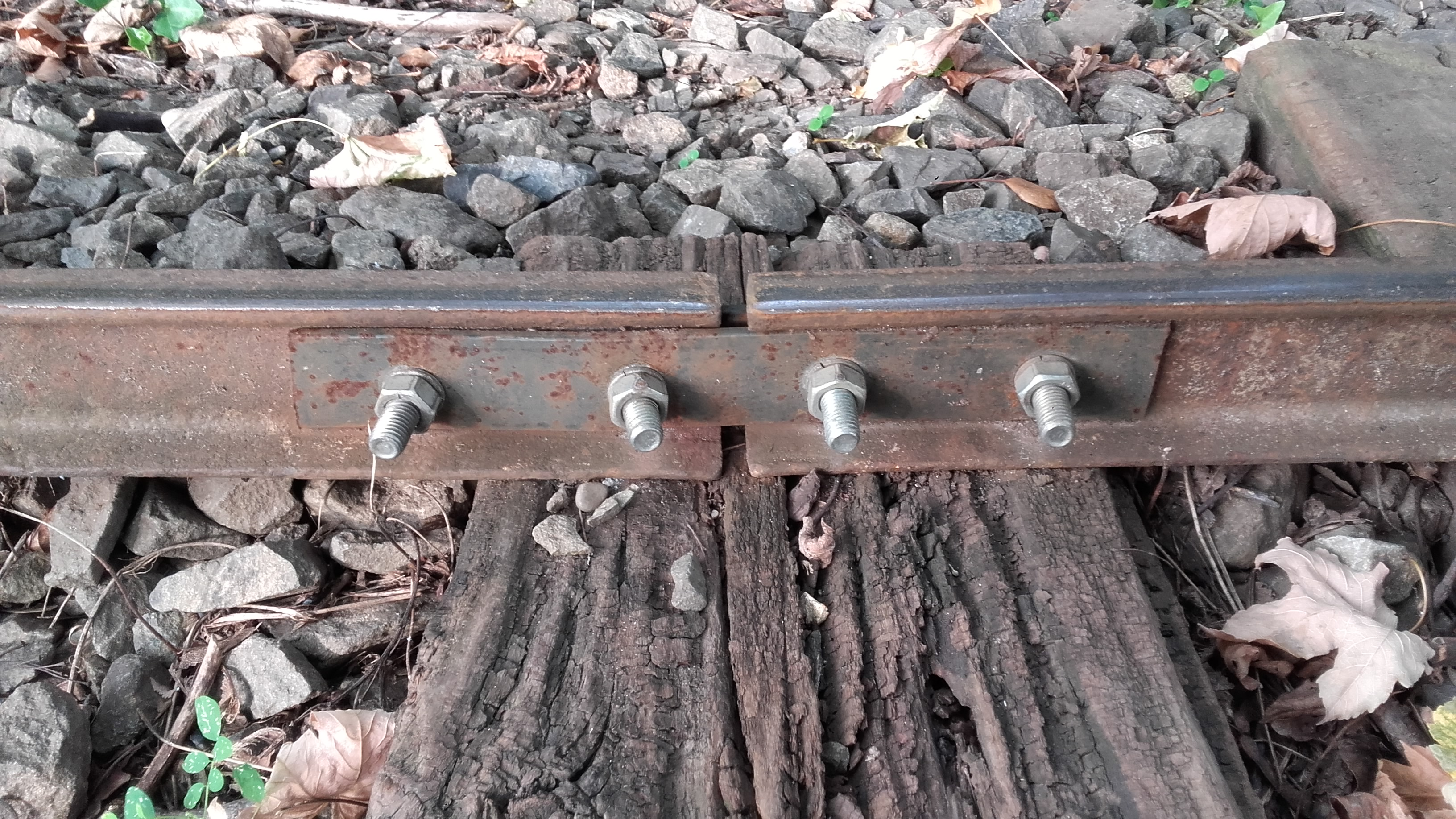
Pályába beépített egyik sínheveder 16mm-es átmenőcsavarokkal

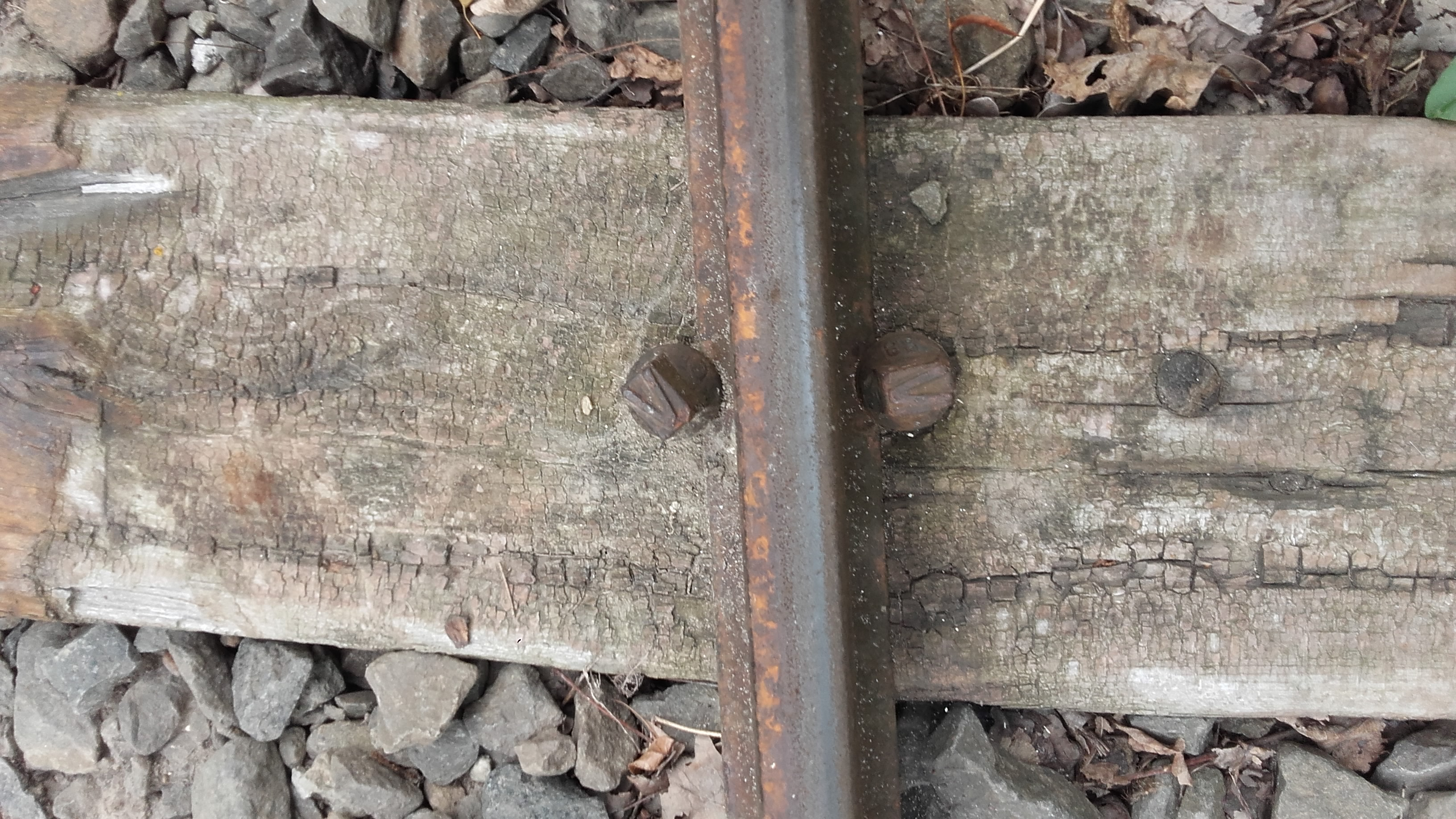
A pálya egyik sínleerősítése külső, illetve belső oldalt egyaránt "V" jelű síncsavarokkal

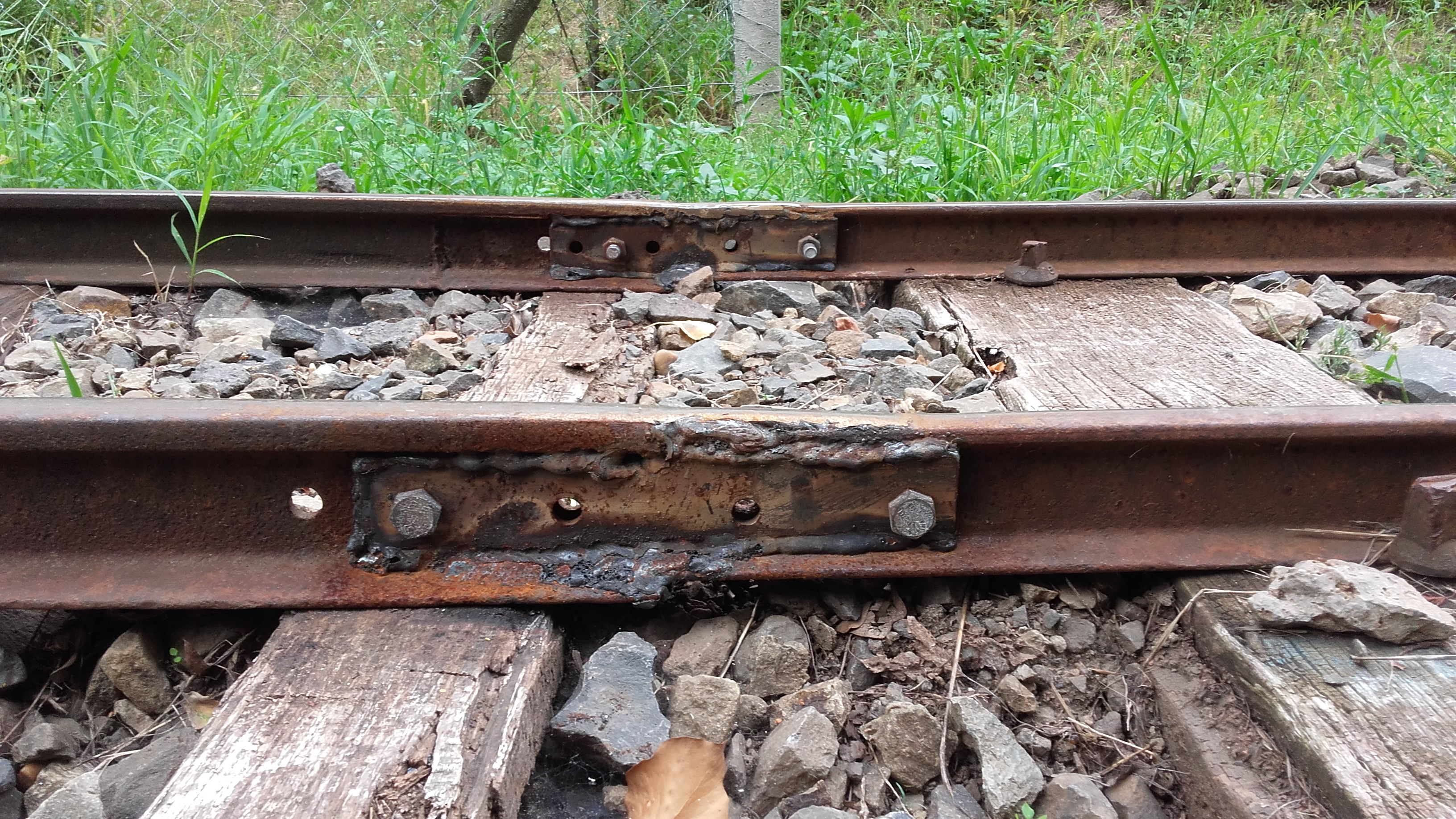
A pályában a fűtőház sarkánál lévő kis sugarú ívben sínhegesztéssel rögzítették össze a vágánymezőket

A Gödöllői Erdei Vasutat 2017 májusában kezdték el építeni a Gödöllői Arborétumban. Tervezett hossza 2 km, amiből 2022-ig körülbelül 1 km épült meg. A Csemete-rétről indult, végállomása a 80a vasútvonal Gödöllő-Állami telepek megállóhelyénél lett volna, de a vasútüzem 2023-as megszűnése miatt ez nem valósulhatott meg.

## Vonalvezetése
A 600 mm nyomtávú kisvasúton zömmel turistákat kívántak szállítani; a pálya végig a gödöllői arborétumban halad. A vonal első három kitérője a fűtőháznál, a mozdonyemelő leágazásánál és a Csemete-rét felőli lejáró végén épült meg. A Csemete-rét végállomástól rövid leágazás vezet az egykori fűtőházban kialakított múzeumhoz.
Elsőként megépült végállomása, a Csemete-rét egy erdős domboldalon található. 2022-ben másik megállója és egyben ideiglenes végállomása a Játszó-térnél megépített Arborétum Kisvasút megállóhely, ahonnan rövid sétával juthatunk el az arborétum főbejáratához. Az Arborétum és az Állami telepek végállomás között még egy megállóhelyet terveztek a Kör-rétnél.
A múzeumtól, a Játszó-rétről és a Kör-rétről egyaránt gyalogösvény vezet a Főző-rétre és a Völgy-színpadhoz.
A Csemete-rétről mintegy fél kilométeres sétával érhető el a Méhészeti Múzeum.

## Építése, üzemeltetése
A kisvasút megépítésével az  Erdei Vasútért Egyesület tagjai által összegyűjtött műszaki történeti emlékek gyűjteményének méltó helyen elhelyezése és bemutatása mellett a térség és az Arborétum turisztikai felfuttatása is célja volt.
Sok más kisvasúthoz hasonlóan ezt is főleg önkéntes munkával építették a 2015-ben alakult Erdei Vasútért Egyesület vasútbarát tagjai és helyi szervezetek segítői. Az első bemutatkozó vonatozásra 2017. szeptember 30-án egy szakmai nyílt nap keretében került sor, ahol a Csemete-rét és a Fűtőház között egy frissen felépített pályán próbálhatták ki az érdeklődők a kisvonatot. 2018. június 2-án, az Arbofeszt rendezvényen avatta fel Gémesi György, Gödöllő polgármestere az El-9 típusú akkumulátoros villanymozdonyt, és ezen a napon a látogatók ingyen utazhattak az első, mintegy 300 méteres szakaszon. A menetrend szerinti forgalom a Csemete-kert és az Arborétum mh. között 2020. július 17-én indult meg. Egy-egy szerelvény 50 főt szállíthat, közülük tízen utazhatnak fedett kocsiban.
Ez volt az ország egyetlen állami források nélkül működő erdei kisvasútja. Az egyesület igyekezett a működéshez állami támogatásokat keresni, sőt pályázatokat is nyújtott be 2022-ben, hogy stabilizálja a kisvasút hosszútávú működését, fejlesztését. Ezeket „források hiányában” mind elutasították.
2019 decemberétől (turista) 2022-ig a kisvasút különféle műszaki problémák, majd végül a villanymozdony akkumulátorainak elhasználódása miatt nem üzemelt. Az újranyitás után a látogatók száma drasztikus növekedésnek indult.
A menetrendszerű járatokon túl a csoportok különvonatot is rendelhettek, amíg a vasút működött. Az egyesület azonban 2023. április 1-től a menetrendi közlekedést kénytelen volt bizonytalan időre szüneteltetni, mivel az adományokból és az önkénteseink saját munkájából, pénzéből már nem tudták fenntartani a rendszeres menetrendi közlekedéssel járó veszteségeket. Egyedül Gödöllő önkormányzata segítette kitartóan évről évre működésüket, de az önkormányzatok pénzének a koronavírusjárványra hivatkozó elvonása miatt a városnak erre alig maradt pénze.
Ezután a Gödöllői Erdészeti Arborétum a Pilis Parkerdő Zrt.-vel együttműködve más kezelőnek adta át az együttműködésben vállalt szerepét. 2023. szeptember 26-án lett közzétéve a kisvasút Facebook oldalán, hogy az arborétum új kezelője más koncepciót szánt a terület hasznosításának, amibe a kisvasút és azt látogató kirándulók nem illenek bele. A terület tulajdonosának döntése miatt a kisvasutat be kellett zárni. Az utolsó kisvonat 2023. október 1-én közlekedett.

## A pálya szerkezete
A pálya felépítményébe 7, 8, 9, 9.25, 9.3, 10, 10.3, 10.9, 11.7 és 12 kg/fm rendszerű sínszálakat építettek be a diósdi honvédségi lőszerraktár és a törökszentmiklósi téglagyár felbontott vágányai közül. A sínleerősítések alátétlemez nélkül síncsavarosak, vegyesen "H" illetve "V" jelű síncsavarokkal. A fűtőházban előfordulnak sínszeges leerősítések is vannak. A pálya 7 méteres vágánymezőit vegyesen hegesztéssel, illetve hevederekkel rögzítették egymáshoz. A sínszálakat vágánymezőként 7:9 talpfára rögzítették.

## Járműállomány
A kiemelten muzeális járműpark 2022-ben 4 mozdonyból és 22 kocsiból áll; mindegyiket a Kárpát-medencében gyártották. Két mozdonyt és 14 kocsit már felújítottak. A kisvasút honlapján olvasható a járművek részletes, illusztrált ismertetője.
| El-9 típusú akkumulátoros villanymozdony (a Kemencei Erdei Múzeumvasútról)                         |
| Karlik gyártmányú akkumulátoros villanymozdony (felújítás alatt) (a Kemencei Erdei Múzeumvasútról) |
| UE-28 dízel motormozdony                                                                           |